# Сабиров, Мухаммат Галлямович
Мухаммат Галлямович Сабиров (тат. Мөхәммәт Галләм улы Сабиров; 29 марта 1932, д. Новокурмашево, Кушнаренковский район, Башкирская АССР, РСФСР, СССР — 9 марта 2015, Казань, Россия) — советский и российский государственный деятель. Премьер-министр Республики Татарстан с 30 августа 1990 по 16 января 1995.

## Биография
Родился в деревне Ново-Курмашево Кушнаренковского района Башкирской АССР. В 1936 году переехал вместе с семьей в село Кушнаренково, где учился в начальной и средней школе.
В 1955 году окончил Уфимский нефтяной институт по специальности «бурение нефтяных и газовых скважин» с присвоением звания «горный инженер». В этом же году начал работать в конторе бурения № 2 «Альметьевбурнефть» бурильщиком, затем старшим инженером, заместителем начальника производственно-технического отдела, освобожденным секретарем парткома треста. В 1958 году вступил в КПСС. В 1965 году был избран вторым секретарем Альметьевского горкома КПСС.
С 1968 по 1981 годы работал управляющим треста «Востокмонтажгаз», с 1981 по 1984 год — начальником объединения «Татнефтестрой». В 1983 году окончил Академию народного хозяйства при Совете министров СССР.
В 1984 году перешёл на работу в правительство ТАССР на должность заместителя Председателя Совета Министров. Избирался депутатом Верховного Совета ТАССР (1985—1989 гг.). В 1989 году был назначен Председателем Совета Министров ТАССР. С 1990 года активно выступал за суверенитет Татарстана, в основе которого должна была лежать экономическая самостоятельность республики.
С 1991 по 1995 годы был Премьер-министром Республики Татарстан.
Избирался депутатом Верховного Совета РФ (1990—1993 гг.). В 1995—1999 гг. был народным депутатом Республики Татарстан, членом Президиума Государственного Совета РТ. В 1998 году был избран председателем Республиканской партии Татарстана. В этом же году его кандидатура выдвигалась на пост председателя республиканского парламента, но Мухаммат Сабиров взял самоотвод, поддержав кандидатуру мэра Набережных Челнов Рафгата Алтынбаева, тогда как президент Татарстана Минтимер Шаймиев рекомендовал на эту должность Фарида Мухаметшина.
Возглавлял общественный фонд историко-культурного наследия народов Татарстана «Туган җир — Родная земля».
Лично организовал приезд в Казань и серию концертов певицы Аллы Баяновой в ноябре 1992 года.
Семья и дети. Был женат, воспитал дочь, двоих сыновей, внука, 5 внучек, правнука и 2 правнучек.

## Награды и звания
- Орден «За заслуги перед Республикой Татарстан» (2012)[1]
- Орден Дружбы (20 июля 1997) — за заслуги перед государством, многолетний добросовестный труд и большой вклад в укрепление дружбы и сотрудничества между народами[2]
- Почётная грамота Президиума Верховного совета Российской Федерации (15 апреля 1992) — за многолетнюю плодотворную деятельность в области государственного и хозяйственного строительства[3].
- Почётная грамота Татарского областного комитета профсоюза рабочих нефтяной и газовой промышленности (январь 1984) — за большой личный вклад в развитие и обустройство нефтяных районов республики и активное участие в общественной жизни
- Заслуженный строитель Татарской ССР (11 августа 1982) — за заслуги в области строительства[4]
- Отличник Миннефтегазстроя СССР (1978)[4]
- Почётная грамота ЦК ВЛКСМ (1960) — за активную работу в Татарской областной комсомольской организации
- Орден Трудового Красного Знамени[5]
- Орден Трудового Красного Знамени[5]
- Орден Дружбы народов[4]
- Орден «Знак Почёта»[6]